# Stagelsjön
Stagelsjön är en sjö i Ljusdals kommun i Hälsingland och ingår i Delångersåns huvudavrinningsområde. Sjön har en area på 0,218 kvadratkilometer och ligger 398,8 meter över havet. Sjön avvattnas av vattendraget Hångelån.

## Delavrinningsområde
Stagelsjön ingår i det delavrinningsområde (690329-149962) som SMHI kallar för Utloppet av Stagelsjön. Medelhöjden är 418 meter över havet och ytan är 4,52 kvadratkilometer. Det finns inga avrinningsområden uppströms utan avrinningsområdet är högsta punkten. Hångelån som avvattnar avrinningsområdet har biflödesordning 2, vilket innebär att vattnet flödar genom totalt 2 vattendrag innan det når havet efter 134 kilometer. Avrinningsområdet består mestadels av skog (95 procent). Avrinningsområdet har 0,22 kvadratkilometer vattenytor vilket ger det en sjöprocent på 4,8 procent.